# Joseph von Fraunhofer
Joseph von Fraunhofer est un opticien et physicien bavarois (né le 6 mars 1787 à Straubing, en Bavière, et mort à Munich le 7 juin 1826). 
Il fut l'inventeur du spectroscope avec lequel il découvrit les raies d'absorption du spectre solaire. La Fraunhofer-Gesellschaft lui doit son nom.

## Biographie

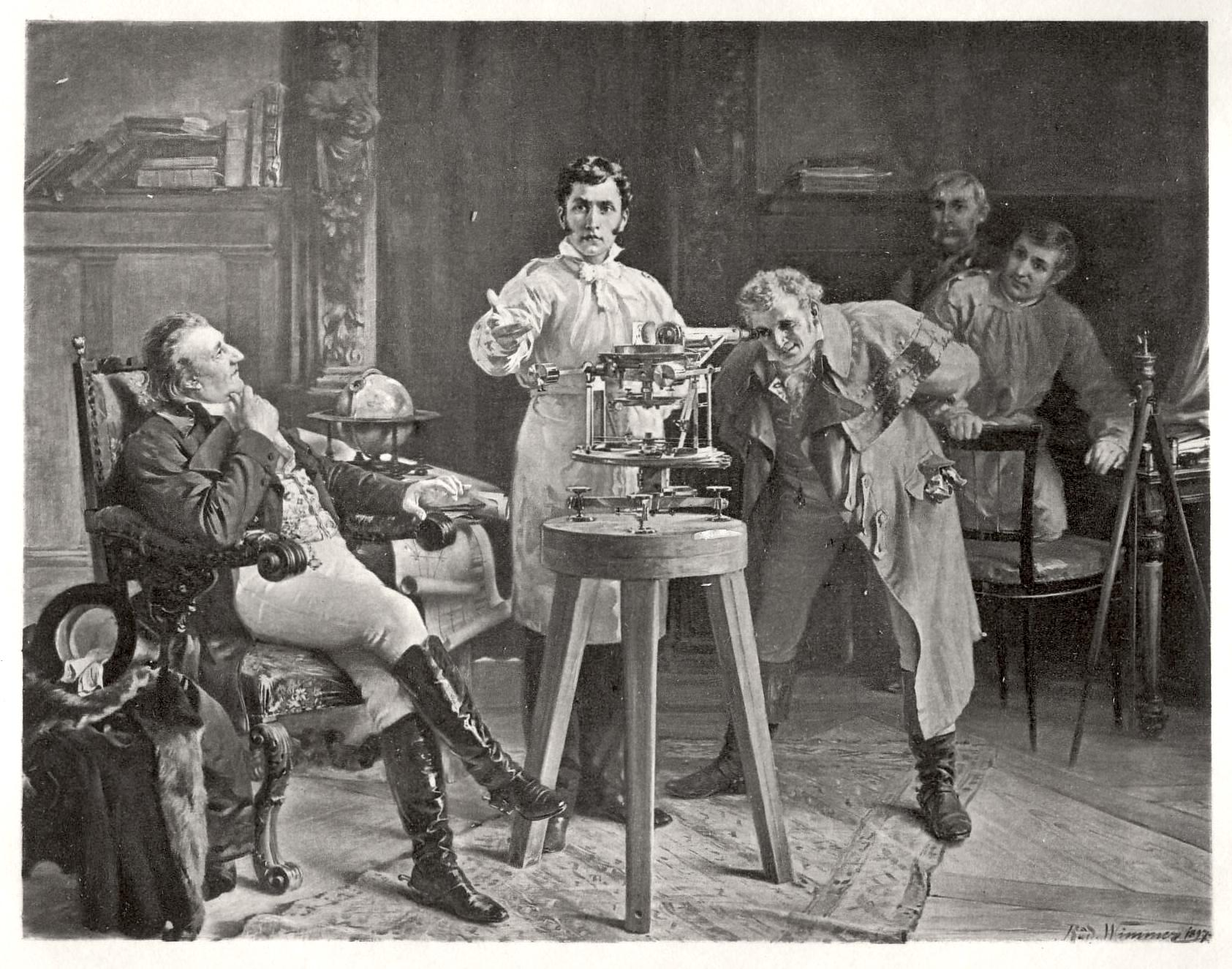
Fraunhofer fait la démonstration du spectroscope qu'il vient de mettre au point (1814).

Joseph Fraunhofer était le onzième enfant d'un souffleur de verre. Il avait onze ans à la mort de ses parents : aussi son tuteur l'envoya-t-il à Munich en apprentissage pour six ans afin qu'il apprenne la miroiterie. C'est là, qu’en 1801, il faillit trouver la mort dans l'effondrement de l'atelier. À la fin de son apprentissage en 1806, il eut la possibilité de poursuivre une formation d’opticien dans l’Institut de Mécanique Reichenbach, Utzschneider & Liebherr : cet institut avait été fondé en 1802 par l’inventeur Georg Friedrich von Reichenbach (en) et l’horloger J. Liebherr pour la fabrication d'instruments d'astronomie et de géodésie. Le conseiller privé Joseph von Utzschneider subventionnait cet institut.
Les ateliers furent transférés en 1807 à Benediktbeuern, et Fraunhofer y fut nommé contremaître. Là, il mit au point de nouvelles machines à polir les miroirs et de nouveaux types de verres optiques (le verre flint achromatique), qui apportèrent une amélioration décisive à la qualité des lentilles. En 1814, Fraunhofer et Utzschneider étaient désormais les seuls propriétaires de l'institut devenu autonome. En 1805, Utzschneider avait fait venir des Brenets Pierre-Louis Guinand pour fabriquer à Benediktbeuern du verre flint dont il avait mis au point le procédé de fabrication et avait signé avec lui une convention de transfert de ses connaissances en 1806 et 1807. À cette date, seuls les Anglais fabriquaient du verre flint et du verre crown permettant de produire des lentilles achromatiques à partir des découvertes de John Dollond.
Indépendamment de William Hyde Wollaston, Fraunhofer découvrit en 1814 les raies dites « de Fraunhofer » dans le spectre solaire. Il inventa le spectroscope l'année suivante. Il fut en outre le premier à étudier systématiquement la diffraction de la lumière à l'aide de réseaux optiques (diffraction de Fraunhofer). Fraunhofer mit à profit sa connaissance de ce phénomène pour mesurer les propriétés physiques des verres optiques (indice de réfraction) avec une précision inédite. Fort de ces données, il parvint à préparer des objectifs d'une qualité supérieure à tout ce qui s'était fait jusque-là.
Dans son institut d’optique, Fraunhofer ne se contentait pas de polir des lentilles ; il fabriquait entièrement des lunettes astronomiques, avec leur monture. On doit d'ailleurs à Fraunhofer les montures dites « équatoriales ». Aujourd'hui, la plupart des instruments d'amateur sont équipés de ce type de monture.
En 1824, Fraunhofer paracheva la construction de la grande lunette astronomique destinée à l’observatoire russe de Dorpat. C'est avec cet instrument, offrant une ouverture (sensationnelle pour l’époque) de 244 mm et une distance focale de 4,33 m, que l'astronome von Struve découvrit les premières étoiles doubles. L’Observatoire de Berlin reçut en 1829 (après la mort de Fraunhofer) une copie strictement identique de cet instrument : elle permit en 1846 à Johann Gottfried Galle de découvrir la planète Neptune. En revanche, Fraunhofer ne devait jamais terminer la fabrication de l’héliomètre que lui avait commandé l’observatoire de Königsberg.

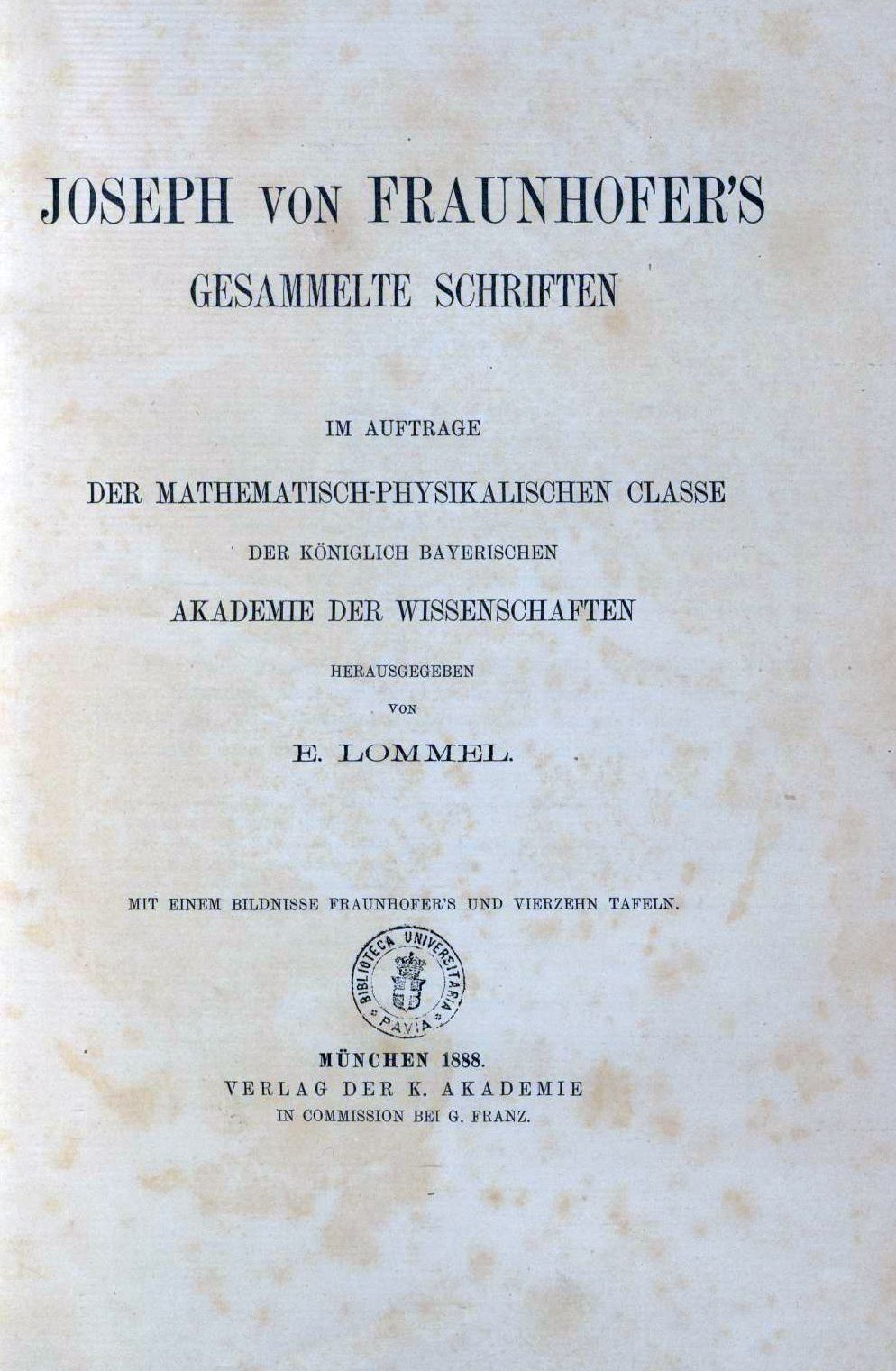
Opere, 1888

En 1819, Fraunhofer transféra l’institut de nouveau à Munich et fut nommé en 1823 à l’Académie bavaroise des sciences, avec le titre de professeur du cabinet de physique de l’académie. En 1824, il était décoré de l'ordre de Chevalier du Civilverdienstorden de Bavière et ainsi élevé à la noblesse. Il devint la même année citoyen d'honneur de la ville de Munich.
Il mourut en 1826 de tuberculose pulmonaire. Sa tombe est toujours visible dans l’Alter Südfriedhof, dans le quartier de Glockenbach à Munich.
La Fraunhoferstrasse dans le faubourg munichois de l’Isarvorstadt lui doit son nom. Depuis 1985, l’école professionnelle Staatliche Realschule München II a été rebaptisée Joseph-von-Fraunhofer-Realschule. De même, il existe un collège, le Joseph-von-Fraunhofer-Gymnasium Cham.